# Рот-бай-Прюм
Рот-бай-Прюм (нім. Roth bei Prüm) — громада в Німеччині, розташована в землі Рейнланд-Пфальц. Входить до складу району Бітбург-Прюм. Складова частина об'єднання громад Прюм.
Площа — 19,08 км2. Населення становить 447 ос. (станом на 31 грудня 2020).